# Neve Campbell
Neve Adrianne Campbell (Guelph, Ontario, Kanada, 1973. október 3. –) kanadai színésznő.
Legismertebb alakítását Sidney Prescott szerepében nyújtotta a Sikoly-filmekben. További filmjei közé tartozik a Bűvölet (1996), a Vad vágyak (1998), a Pánik (2000), a Balett-társulat (2003) és a Felhőkarcoló (2018).
A televízióban 1992-ben debütált a Catwalk című kanadai sorozatban, ezután az Ötösfogat című amerikai drámasorozatban játszott 1994 és 2000 között. A Netflix Kártyavár című politikai sorozatában LeAnn Harveyt alakította (2016–2017).

## Fiatalkora
1975-ben szülei elváltak. 1982-ig leginkább apjánál élt, de azután egy bentlakásos iskolába került. Balett-táncosként megjelent a Diótörő és a Csipkerózsika előadásaiban. 1988-ban kezdett színészkedni, szerepelt többek között Az operaház fantomja musicalben. Sérülései miatt 15 évesen hagyta abba a balettot. Később az Earl Haig Secondary School-ba járt Torontóban.

## Pályafutása
Első szerepét 1992–1994 között játszotta a Catwalk című sorozatban, majd az Ötösfogatban játszott főszerepet 1994–2000 között. Első filmje az 1996-os Bűvölet volt, azután jött a Sikoly és a Vad vágyak. A Sikoly-trilógia után több filmben is feltűnt, mint például A szerető (2004). 
2006 márciusában debütált a West End színházban. 2008-ban bejelentette, hogy készül a Sikoly 4., mely 2011-ben moziba is került. 11 évvel később, 2022-ben a Sikoly Sikoly ötödik részében is szerepet vállalt. 

## Magánélete
1995. április 3-án összeházasodott Jeff Colt kanadai színésszel, 1998-ban elváltak. Ezután John Cusack, Matthew Lillard és Pat Mastroianni színészekkel volt kapcsolatban. 
2007. május 5-én összeházasodott John Light angol színésszel, akivel 2011-ben váltak el. 2011 óta van együtt JJ Feild brit–amerikai színésszel, közös fiuk, Caspian 2012 augusztusában született meg. A második fiukat 2018-ban adoptálták.

## Filmográfia

### Film
| Év   | Magyar cím                              | Eredeti cím                            | Szerep               | Magyar hang         |
| ---- | --------------------------------------- | -------------------------------------- | -------------------- | ------------------- |
| 1993 | Odalent a sötétben                      | The Dark                               | Jesse Donovan rendőr |                     |
| 1994 |                                         | Paint Cans                             | Tristesse            |                     |
| 1994 |                                         | The Passion of John Ruskin (rövidfilm) | Effie Gray           |                     |
| 1996 |                                         | Love Child (rövidfilm)                 | Deidre               |                     |
| 1996 | Bűvölet                                 | The Craft                              | Bonnie Harper        | Báthory Orsolya     |
| 1996 | Sikoly                                  | Scream                                 | Sidney Prescott      | Somlai Edina        |
| 1997 | Sikoly 2.                               | Scream 2                               | Sidney Prescott      | Szénási Kata        |
| 1998 | Vad vágyak                              | Wild Things                            | Suzie Marie Toller   | Madarász Éva        |
| 1998 | 54                                      | 54                                     | Julie Black          | Szénási Kata        |
| 1998 | 54                                      | 54                                     | Julie Black          | Laudon Andrea       |
| 1998 | Nagyon lazák                            | Hairshirt                              | Renée Weber          |                     |
| 1998 | Az oroszlánkirály 2. – Simba büszkesége | The Lion King II: Simba's Pride        | Kiara (hangja)       | Csondor Kata        |
| 1998 | Az oroszlánkirály 2. – Simba büszkesége | The Lion King II: Simba's Pride        | Kiara (hangja)       | Auth Csilla (ének)  |
| 1999 | Hármasban szép az élet                  | Three to Tango                         | Amy Post             | Németh Borbála      |
| 2000 | Dögölj meg, drága Mona!                 | Drowning Mona                          | Ellen Rash           | Roatis Andrea       |
| 2000 | Pánik                                   | Panic                                  | Sarah Cassidy        |                     |
| 2000 | Sikoly 3.                               | Scream 3                               | Sidney Prescott      | Szénási Kata        |
| 2002 | Szexuális mélyfúrások                   | Investigating Sex                      | Alice                | Kocsis Judit        |
| 2003 | Tévúton                                 | Lost Junction                          | Missy Lofton         |                     |
| 2003 | Balett-társulat                         | The Company                            | Loretta "Ry" Ryan    | Majsai-Nyilas Tünde |
| 2003 | Veszedelmes emlékek                     | Blind Horizon                          | Chloe Richards       | Szénási Kata        |
| 2004 | A szerető                               | When Will I Be Loved                   | Vera Barrie          | Major Melinda       |
| 2004 | Az ifjú Churchill kalandjai             | Churchill: The Hollywood Years         | Erzsébet hercegnő    | Szénási Kata        |
| 2006 | Sokk a jóból                            | Relative Strangers                     | Ellen Minola         | Madarász Éva        |
| 2007 | Elszakítva (Kasmír szívek)              | Partition                              | Margaret Stilwell    | Németh Borbála      |
| 2007 |                                         | I Really Hate My Job                   | Abi                  |                     |
| 2007 | A szerelem gyűrűje                      | Closing the Ring                       | Marie                |                     |
| 2008 |                                         | Agent Crush                            | Cassie (hangja)      |                     |
| 2011 | Sikoly 4.                               | Scream 4                               | Sidney Prescott      | Zsigmond Tamara     |
| 2011 |                                         | The Glass Man                          | Julie Pyrite         |                     |
| 2015 |                                         | Walter                                 | Allie                |                     |
| 2018 | Felhőkarcoló                            | Skyscraper                             | Sarah Sawyer         | Zsigmond Tamara     |
| 2018 | Forró hangulat                          | Hot Air                                | Valerie Gannon       |                     |
| 2022 | Sikoly                                  | Scream                                 | Sidney Prescott      | Zsigmond Tamara     |

### Televízió
| Év        | Magyar cím                     | Eredeti cím                   | Szerep                      | Megjegyzések                                   |
| --------- | ------------------------------ | ----------------------------- | --------------------------- | ---------------------------------------------- |
| 1991      |                                | My Secret Identity            | tanuló                      | 1 epizód (stáblistán nem szerepel)             |
| 1992      |                                | The Kids in the Hall          | Laura Capelli               | 1 epizód                                       |
| 1992      |                                | Catwalk                       | Daisy McKenzie              | 4 epizód                                       |
| 1994      | A hamisság hálója              | I Know My Son is Alive        | Beth                        | tévéfilm                                       |
| 1994      |                                | The Forget-Me-Not Murders     | Jess Foy                    | tévéfilm                                       |
| 1994      |                                | Are You Afraid of the Dark?   | Nonnie Walker               | 1 epizód                                       |
| 1994      | Kung fu: A legenda folytatódik | Kung Fu: The Legend Continues | Trish Collins               | 1 epizód                                       |
| 1994      | Északi átjáró                  | Aventures dans le Grand Nord  | Nepeese                     | - 1 epizód - magyar hangja: - Nyírő Beáta      |
| 1994–2000 | Ötösfogat                      | Party of Five                 | Julia Salinger              | 142 epizód                                     |
| 1995      |                                | MADtv                         | Julia Salinger              | 1 epizód                                       |
| 1996      |                                | The Canterville Ghost         | Virginia "Ginny" Otis       | tévéfilm                                       |
| 1997      | Saturday Night Live            | Saturday Night Live           | házigazda                   | 1 epizód (Neve Campbell / David Bowie)         |
| 2002      | Az utolsó hívás                | Last Call                     | Frances Kroll               | - tévéfilm - magyar hangja: - Major Melinda    |
| 2005      | Spangli – A mozimusical        | Reefer Madness                | Miss Poppy                  | tévéfilm                                       |
| 2007      | A médium                       | Medium                        | Debra                       | - 3 epizód - magyar hangja: - Zsigmond Tamara  |
| 2008      | Lángoló Föld                   | Burn Up                       | Holly                       | 2 epizód                                       |
| 2009      | Világvándor                    | The Philanthropist            | Olivia Maidstone            | 8 epizód                                       |
| 2009      | Tengeri farkas                 | Sea Wolf                      | Maud Brewster               | minisorozat                                    |
| 2009      | A Simpson család               | The Simpsons                  | Cassandra (hangja)          | 1 epizód                                       |
| 2012      |                                | Titanic: Blood and Steel      | Joanna                      | 6 epizód                                       |
| 2012      | A Grace klinika                | Grey's Anatomy                | Dr. Lizzie Shepherd         | 2 epizód                                       |
| 2013      |                                | An Amish Murder               | Kate Burkholder             | tévéfilm                                       |
| 2014      | Mad Men – Reklámőrültek        | Mad Men                       | Lee Cabot                   | 1 epizód                                       |
| 2015      |                                | Welcome to Sweden             | Diane                       | 4 epizód                                       |
| 2015      |                                | Manhattan                     | Kitty Oppenheimer           | 2 epizód                                       |
| 2016–2017 | Kártyavár                      | House of Cards                | LeAnn Harvey                | 26 epizód                                      |
| 2022      |                                | Avalon                        | Nicole "Nic" Searcy         | próbaepizód                                    |
| 2022–     | Az igazság ára                 | The Lincoln Lawyer            | Margaret "Maggie" McPherson | - főszereplő - magyar hangja: - Németh Borbála |
| 2023      |                                | Twisted Metal                 | Raven                       | 2 epizód                                       |

## Fordítás
- Ez a szócikk részben vagy egészben  a   Neve Campbell című angol Wikipédia-szócikk fordításán alapul.  Az eredeti cikk szerkesztőit annak laptörténete sorolja fel. Ez a jelzés csupán a megfogalmazás eredetét és a szerzői jogokat jelzi, nem szolgál a cikkben szereplő információk forrásmegjelöléseként.